# Regeringen Donald Tusk III

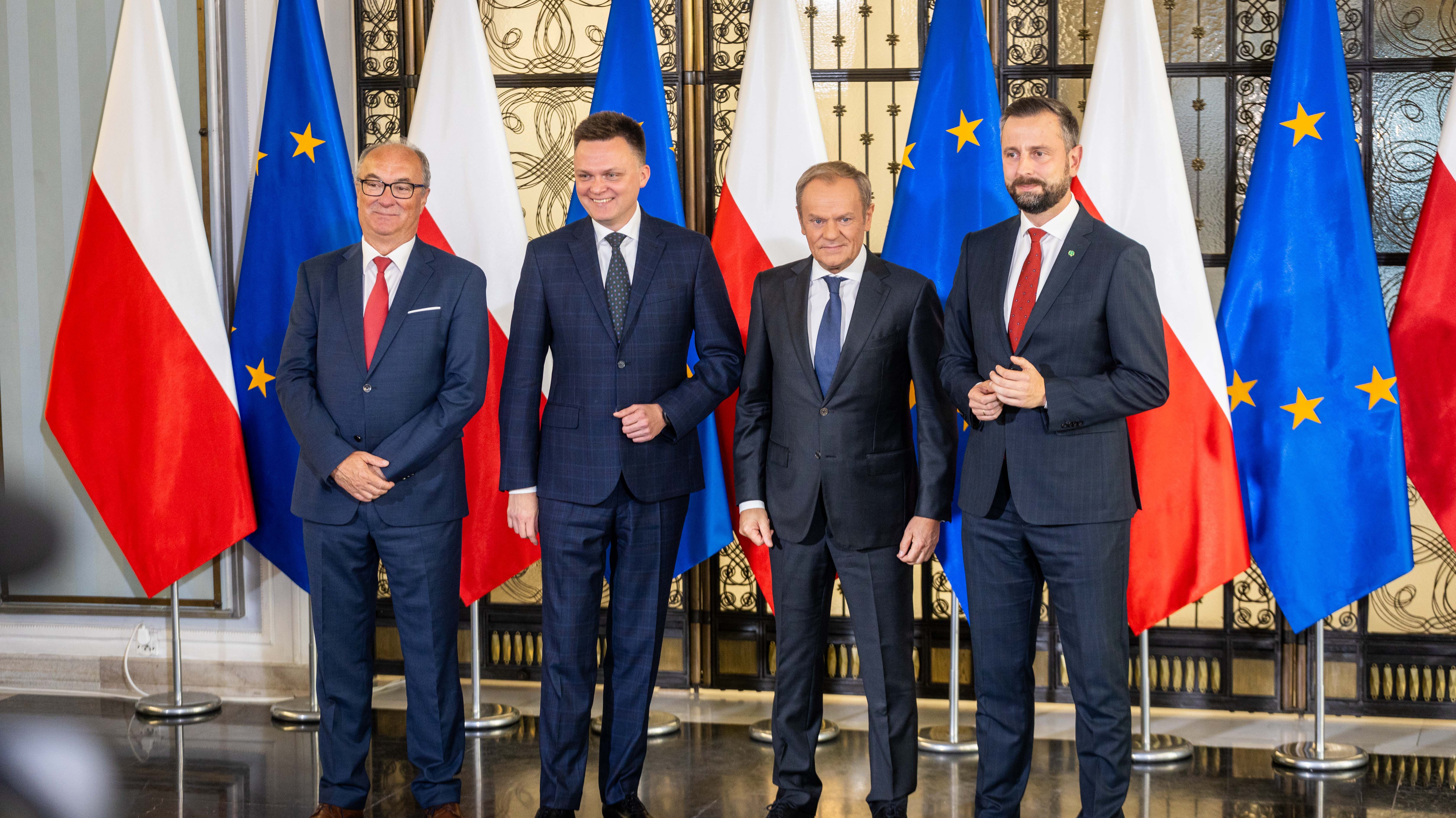
Regeringskoalitionens partiledare

Regeringen Donald Tusk III utsågs till Polens regering av president Andrzej Duda den 13 december 2023. Detta efter att Mateusz Morawieckis tidigare regering förlorat ett förtroendeomröstning i underhuset, Sejmen, den 11 december, då den tidigare oppositionsledaren och tidigare premiärministern Donald Tusk i uppdrag att bilda en regering.   Följande dag tillkännagav Tusk sina ministrar.